# Fauzí Ghulám
Fauzí Ghulám (arabsky فوزي غلام‎; * 1. února 1991, Saint-Priest-en-Jarez, Francie) je alžírský fotbalový obránce a reprezentant francouzského původu, který působí v italském klubu SSC Neapol. Účastník Mistrovství světa 2014 v Brazílii.

## Klubová kariéra
Ghulám začínal v profesionálním fotbale ve francouzském klubu AS Saint-Étienne, debutoval v září 2010.
V lednu 2014 přestoupil do italského týmu SSC Neapol. Pod trenérem Rafaelem Benítezem pravidelně nastupoval a pomohl mužstvu k zisku třetí příčky v Serii A v sezoně 2013/14 a vítězství v Coppa Italia. V sezoně 2014/15 se Neapoli nepodařilo proniknout do základní skupiny Ligy mistrů UEFA, Ghulám se tak představil v základní skupině I Evropské ligy, kde se kampánský tým střetl s AC Sparta Praha (Česko), ŠK Slovan Bratislava (Slovensko) a BSC Young Boys (Švýcarsko).
22. prosince 2014 získal s Neapolí italský Superpohár po výhře v penaltovém rozstřelu nad Juventusem, hrálo se v katarském Dauhá.

## Reprezentační kariéra

### Francie
Fauzí Ghulám hrál v roce 2012 dvakrát za francouzský mládežnický výběr U21.

### Alžírsko
Od roku 2013 obléká reprezentační dres Alžírska, v národním týmu „pouštních lišek“ (jak se alžírské fotbalové reprezentaci přezdívá) debutoval 26. března 2013 proti Beninu (výhra 3:1).
Bosenský trenér Alžírska Vahid Halilhodžić jej vzal na Mistrovství světa 2014 v Brazílii. Alžírsko postoupilo poprvé v historii do osmifinále MS, kde vypadlo s Německem po výsledku 1:2 po prodloužení.